# آلن ژیرس
آلن ژیرس (به فرانسوی: Alain Giresse) بازیکن فوتبال و هافبک اهل فرانسه است که از سال ۱۹۷۴ تا ۱۹۸۶ میلادی عضو تیم ملی فوتبال فرانسه بوده‌است. وی در ۴۷ بازی ملی حضور داشته‌است و در بازی‌های ملی‌اش ۶ گل به ثمر رساند.